# Obermilitärprüfungskommission
Die Obermilitärprüfungskommission oder Obermilitärexaminationskommission war eine aus Offizieren bestehende preußische Militärbehörde in Berlin unter der Generalinspektion des Militärerziehungs- und Bildungswesens.

## Geschichte

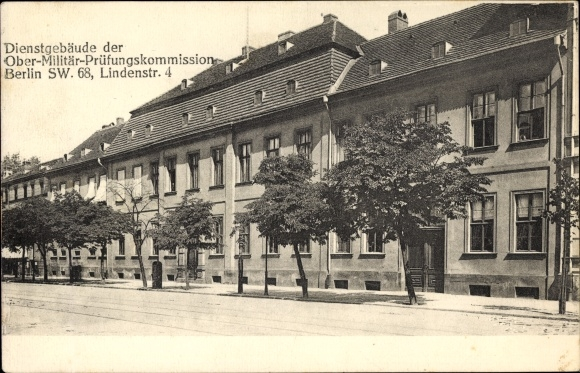
Obermilitärprüfungskommission in der Lindenstraße 4, Postkarte von 1910

Die Obermilitärprüfungskommission wurde durch eine AKO vom 13. August 1808 geschaffen. Sie stand unter einem Präses mit dem Rang eines Brigadekommandeurs und gliederte sich in zwei Abteilungen, von denen die erste, aus kommandierten Offizieren bestehend, die Offiziersprüfungen der Kriegsschüler und die zweite Abteilung die Fähnrichsprüfungen der Kadetten und sonstigen Aspiranten abhielt. Ab 1. Oktober 1827 verfügte die Obermilitärprüfungskommission über ein eigenes Dienstgebäude in der Lindenstraße Nr. 4 (nicht mehr vorhanden). Dieses Haus wurde von 1850 bis 1858 vorübergehend als Lazarett benutzt. Der Sitz der Obermilitärprüfungskommission war während dieser Zeit in der Heiligengeiststraße Nr. 10. Die Obermilitärprüfungskommission wurde 1919 aufgelöst.
Bayern hatte eine eigene Einrichtung in München.